# Anthony Barbagallo
Anthony Emanuele Barbagallo (Catania, 24 dicembre 1975) è un politico italiano, dal 13 ottobre 2022 deputato alla Camera per il Partito Democratico, di cui è dal 2020 segretario regionale in Sicilia.

## Biografia
I suoi genitori sono stati entrambi consiglieri comunali: il padre del Partito Socialista Italiano di Unità Proletaria e del Partito Comunista Italiano mentre la madre un indipendente eletta in una lista civica democristiana, trascorre la sua infanzia e svolge la sua attività politica nel comune metropolitano di Pedara (Catania)..

## Attività politica
Inizia la propria attività politica con il Partito Popolare Italiano (PPI), con cui alle elezioni comunali in Sicilia del 1997 si candida al consiglio comunale di Pedara, tra le sue liste, risultando eletto consigliere comunale e divenendo assessore nel 2000, venendo confermato in ambedue le cariche nel 2002. Nello stesso anno, con lo scioglimento del PPI e la relativa confluenza ne La Margherita, decide di aderire all'Unione di Centro (UdC) di Pier Ferdinando Casini..
Alle elezioni comunali in Sicilia del 2005 si candida a sindaco di Pedara, sostenuto da una coalizione di centro-destra formata da Forza Italia, Alleanza Nazionale, UdC e una lista civica, risultando eletto con il 72,01% dei voti. Alle comunali siciliane del 2010 si ricandida a primo cittadino di Pedara, sostenuto questa volta da una coalizione formata da Movimento per l'Autonomia, Unione di Centro, Partito Democratico (PD) e le liste civiche di centro-sinistra Fatti per Pedara, Pedaresi Democratici Liberi, Alleanza per la Libertà, Barbagallo Sindaco e Giovani, venendo confermato col 64,25%. Nello stesso anno abbandona l'UdC e aderisce al PD, collocandosi nella corrente "AreaDem" di Dario Franceschini (ex PPI), vicino a Giuseppe Lupo.
Alle elezioni regionali in Sicilia del 2012 si candida tra le liste del Partito Democratico, a sostegno del candidato di centro-sinistra Rosario Crocetta, risultano il primo degli eletti nel collegio di Catania con 9.728 preferenze all'Assemblea Regionale Siciliana (ARS), dove ricopre l'incarico di segretario d'aula ed è consigliere d'amministrazione della Fondazione Federico II. Alle regionali siciliane del 2017 venne rieletto deputato all'ARS per il PD con 14.305 preferenze.
Il 4 novembre 2015, a seguito di un rimpasto nella giunta regionale della Sicilia presieduta da Crocetta, viene nominato assessore con deleghe al turismo, sport e spettacolo della Regione Siciliana, ruolo che ricopre per due anni.. 
Il 13 maggio 2020 viene eletto segretario regionale del PD in Sicilia, come candidato unico in quanto l'altro candidato (Antonio Ferrante) si era ritirato, venendo proclamato il successivo 19 luglio. Durante il suo mandato è stato promotore dell'alleanza tra il centro-sinistra e il Movimento 5 Stelle, che si è concretizzata alle elezioni comunali in Sicilia del 2020 e del 2021, dove riesce a vincere a Termini Imerese, Caltagirone, Vittoria e San Cataldo.. 
Alle concomitanti elezioni politiche anticipate e regionali in Sicilia del 2022 si candida sia alla Camera dei deputati, tra le liste del Partito Democratico - Italia Democratica e Progressista (PD-IDP) nel collegio plurinominale Sicilia 2 - 03 come capolista, che all'ARS, in quelle del PD nel collegio di Catania, risultando eletto sia come deputato nazionale che regionale ottenendo 7.697 preferenze (il più votato a Catania), ma, data l'incompatibilità tra le due cariche, l’8 gennaio 2023 annuncia di scegliere quella di deputato, che avviene il successivo 18 gennaio. Nella XIX legislatura è componente della 9ª Commissione Trasporti, poste e telecomunicazioni, di cui diventa capogruppo per il PD-IDP, segretario della Commissione parlamentare antimafia e presidente della Commissione giurisdizionale per il personale, oltre ad essere primo firmatario dei disegni di legge per l'istituzione di un Parco nazionale dell'Etna, per l'Istituzione di nuovi tribunali amministrativi regionali nelle sezioni staccate di Brescia, Salerno, Lecce, Reggio Calabria e Catania, per l'istituzione di una Commissione parlamentare d'inchiesta sull'omicidio di Piersanti Mattarella e sul terrorismo mafioso negli anni dal 1970 al 1993 e per le disposizioni per garantire la continuità territoriale mediante i collegamenti aerei, marittimi e ferroviari della Sicilia, della Sardegna e delle isole minori con il continente. 
Alle elezioni primarie del PD del 2023 sostiene, assieme ad AreaDem, la mozione di Elly Schlein, deputata ed ex vicepresidente della Regione Emilia-Romagna, che risulterà vincente con il 53,75% dei voti.